# Dostuk (Susak)
Dostuk ist ein Dorf im Oblus Dschalal-Abad, Kirgisistan.

## Geographie
Das Dorf liegt an der Grenze zwischen Kirgisistan und Usbekistan, die hier durch den Karadarja (usbekisch Qoradaryo) gebildet wird. Das Dorf ist an der Mündung des Kökart in den Karadarja gelegen. Das nächste Dorf ist Tschanggyr-Tasch im Westen. Kaum weiter liegt Susak im Osten. Verwaltungstechnisch ist es der Landgemeinde Susak im Rajon Susak untergeordnet.

## Bevölkerung
| Jahr | Einwohner |
| ---- | --------- |
| 2002 | 1527      |
| 2009 | 1578      |
| 2021 | 1960      |

## Infrastruktur
Im Ort gibt es eine Sekundarschule.